# Arthur de Cumont

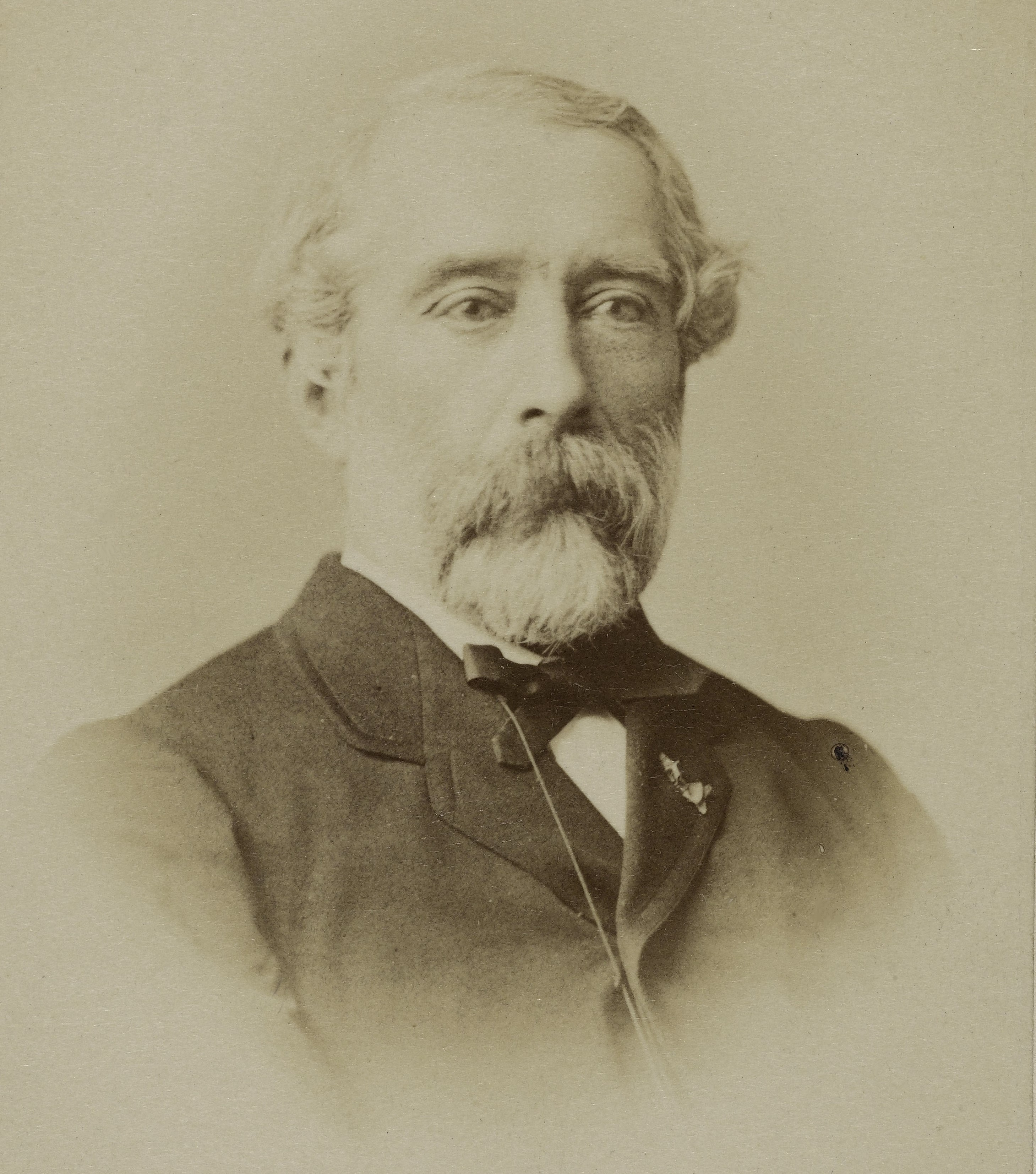
Arthur de Cumont

Arthur Thimotée Antoine Victor de Cumont (andere Namensschreibweise: Decumont; * 19. April 1818 in Angers, Département Maine-et-Loire; † 10. Februar 1902 in Saint-Georges-sur-Loire, Département Maine-et-Loire) war ein französischer Politiker, der zwischen 1871 und 1876 Mitglied der Abgeordnetenkammer sowie von 1874 bis 1875 Minister für öffentlichen Unterricht war.

## Leben
De Cumont, der ursprünglich den Namen Decumont trug, wurde als Vicomte in den Adelsstand erhoben und gründete mit Unterstützung von Alfred Frédéric, Comte de Falloux die konservative und katholisch-liberale Zeitung Union de l’Ouest, deren Chefredakteur er wurde. Die Zeitung lieferte sich lebhafte Diskussionen mit der von Jacques Paul Migne 1833 gegründeten Zeitung L’Univers und wurde wegen ihrer Angriffe auf Léon Gambetta, dem Innenminister in der Regierung der nationalen Verteidigung (Gouvernement de la Défense nationale) von Premierminister Louis Jules Trochu, 1870 verboten.
Bei den Wahlen vom 8. Februar 1871 kandidierte De Cumont im Département Maine-et-Loire für ein Mandat in der Abgeordnetenkammer. Mit 96.495 Listenstimmen von 120.174 abgegebenen Stimmen bei 151.688 Wahlberechtigten wurde er als elfter und letzter Kandidat für dieses Département zum Abgeordneten gewählt. In der Abgeordnetenkammer wurde er schnell zu einem der einflussreichen Vertreter der gemäßigten Rechten, der Réunion Colbert.
Am 22. Mai 1874 wurde de Cumont von Premierminister Ernest Courtot de Cissey als Minister für öffentlichen Unterricht, Religion und schöne Künste (Ministre de l’Instruction publique, des Cultes et des Beaux-arts) in dessen Kabinett berufen. Dabei wurde von seinen Gegnern wiederholt kritisiert, dass er keinen Hochschulabschluss hatte. Darüber hinaus kam es während seiner Amtszeit zum sogenannten Chauffard-Zwischenfall (L’Incident Chauffard) nachdem er den überzeugten Katholiken Chauffard zum Inspekteur für medizinische Ausbildung ernannt hatte und dessen Sohn, der gerade vier Monate sein Kabinettschef war, für die Ehrenlegion vorschlug. Dies löste heftige Kritik aus, so dass Chauffard das Amt des Kabinettschefs niederlegte und Mitglied im Conseil d’État wurde, der sowohl Verwaltungsgerichtshof als auch Beratungsorgan der Regierung von Frankreich ist. Darüber hinaus trat er nach dem Selbstmord des ehemaligen Innenministers und Abgeordneten Charles Beulé dafür ein, dass Charles Bruas dessen Nachfolger bei den nächsten Wahlen zur Abgeordnetenkammer werden sollte. Das Amt des Unterrichtsministers bekleidete er bis zum Ende von de Cisseys Amtszeit am 10. März 1875.
Nach seinem Ausscheiden aus der Regierung blieb de Cumont bis zum Ende der ersten Legislaturperiode der Dritten Republik am 7. März 1876 Mitglied der Abgeordnetenkammer, in der er die politische Rechte (Centre droit) vertrat.
Nach dem Ende dieser Legislaturperiode war er Herausgeber der Zeitung Union de l’Ouest, kandidierte aber nicht erneut für ein Mandat in der Abgeordnetenkammer.